# 왕태비
왕태비(王太妃)는 왕조 국가에서 하나의 칭호로, 간칭으로 태비라 부른다.

## 한자문화권
한자문화권 국가인 또는 국가였던 한국、베트남、중국、류큐국에서 쓰였다. 중국의 동한에서 처음 사용하였다.

### 한국
왕태비라는 칭호는 고려에서 선평왕후 김씨가 왕태비라 불렸다. 몽골 침입 이전에는 왕태후라 부르던 것을 이후에는 왕태비로 개칭되었다.

### 류큐국
류큐국왕의 정실을 왕비라 불렀고, 후임 국왕이 즉위하면 생모의 존호를 왕태비라 불렸다.

### 중국
서한 때 왕작의 정실을 왕후, 어머니를 왕태후라 불렀고, 동한 때 왕작의 정실을 왕비라 고쳐 불렀다.

## 유럽
영어 중의 Princess Dowager를 왕태비로, 아들이나 딸이 왕위 계승하여 국왕 또는 여왕이 되면 그의 생모를 왕태비라 부른다.

## 참고 하기
- 황태비
- 대왕태비
- 태존태비
- 왕대비
- 대왕대비
- 대비 (칭호)
- 왕태후